# Lithocarpus howii
Lithocarpus howii Chun – gatunek roślin z rodziny bukowatych (Fagaceae Dumort.). Występuje naturalnie w południowych Chinach – w południowo-zachodniej części Guangdongu oraz na wyspie Hajnan. 

## Morfologia
PokrójZimozielone drzewo dorastające do 10–15 m wysokości.
LiścieBlaszka liściowa ma podłużny lub eliptycznie odwrotnie jajowaty kształt. Mierzy 12–20 cm długości oraz 4–7 cm szerokości, jest faliście ząbkowana na brzegu, ma klinową nasadę i ostry wierzchołek. Ogonek liściowy jest nagi i ma 15–35 mm długości.
OwoceOrzechy o niemal kulistym kształcie, dorastają do 30–35 mm długości i 40 mm średnicy. Osadzone są pojedynczo w miseczkach o niemal kulistym kształcie, które mierzą 5–6 mm długości i 45–55 mm średnicy. Orzechy są całkowicie otulone w miseczkach.

## Biologia i ekologia
Rośnie w wiecznie zielonych lasach. Występuje na wysokości od 1000 do 1400 m n.p.m. Kwitnie w maju, natomiast owoce dojrzewają od lipca do sierpnia.